# Auto Bild
Auto Bild es una de las principales revistas alemanas de automóviles con sede en Hamburgo, Alemania.

## Historia y perfil
Auto Bild se publicó por primera vez la última semana de febrero de 1986. La revista es publicada por Axel Springer AG con periodicidad semanal. La página web de la revista se puso en marcha en 1996. A partir de mayo de 2009, la revista Auto Bild Motorsport comenzó a aparecer semanalmente en Auto Bild.
Auto Bild, con sus ediciones autorizadas en todo el mundo, de las que se venden más de siete millones de ejemplares al mes, se publica en 36 países. Entre las ediciones extranjeras se encuentra la francesa Auto Plus, el Auto Express del Reino Unido y el Auto Show de Turquía. La revista también tiene una edición en polaco, que forma parte de Axel Springer AG a través de su filial Axel Springer Polska.
En Holanda, la edición local de Auto Bild se llama AutoWeek y se publica desde el 19 de enero de 1990.
La edición en Finlandés de la revista, Auto Bild Suomi, comenzó a publicarse en 2004, y la edita Fokus Media Finland. La versión Bulgarian de la revista se publica bajo el nombre de Auto Bild Bulgaria que también publica Axel Springer AG.
En España, su edición se publica semanalmente con el nombre original de Axel Springer AG. La edición italiana de la revista, Auto Oggi, está licenciada por Mondadori. En 2008, su edición rumana fue lanzada por Ringier. Se publica con una periodicidad bimestral. El 15 de noviembre de 2012 se puso en marcha la edición para Argentina por parte del Grupo Veintitrés que tiene la licencia de la revista.

## Circulación
En 2001, Auto Bild tuvo una tirada de 792.000 ejemplares en Alemania. La tirada de la revista fue de 592.245 ejemplares en Alemania en 2010, lo que la convierte en la cuarta revista de automóviles más vendida en Europea. Ese mismo año, su edición española tuvo una tirada de 32.484 ejemplares. Su tirada fue de 555.500 ejemplares en 2012 en Alemania. Durante el segundo trimestre de 2016, la revista tuvo una tirada de 374.981 ejemplares en el país.

## Redactores jefe
- Werner Rudi (1986-1988)
- Peter J. Glodschey (1986-1994)
- Peter Felske (1988-2006)
- Bernd Wieland (2006-2017)
- Tom Drechsler (desde el 16 de junio de 2017)